# Тар (пустеля)
26°59′04″ пн. ш. 71°00′06″ сх. д. / 26.984444444444° пн. ш. 71.001666666667° сх. д.

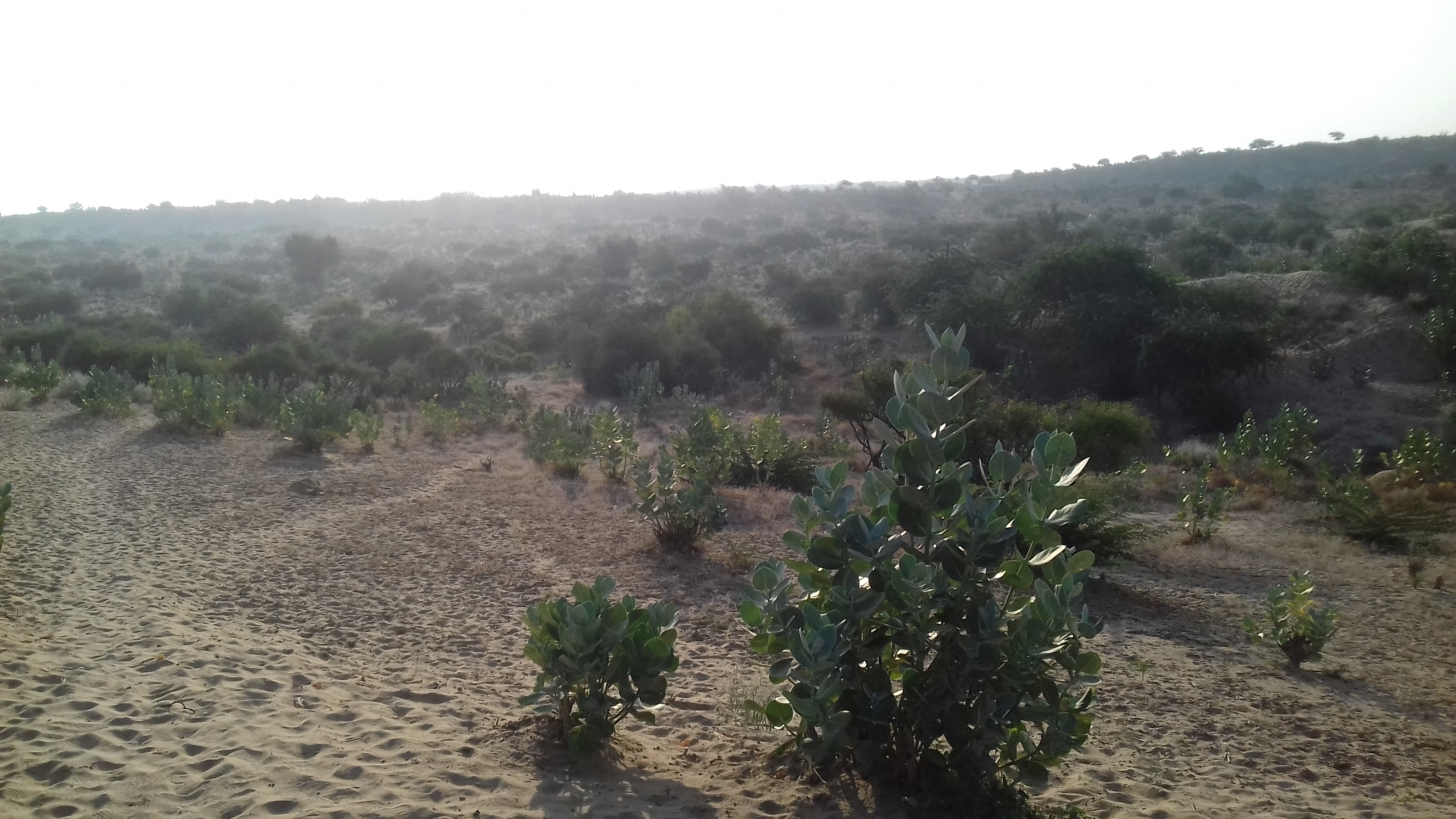
Краса тара

Тар (гінді थार मरुस्थल; також Велика індійська пустеля) — пустеля на північному заході Індії та південному сході Пакистану. Велика частина території пустелі знаходиться в індійському штаті Раджастхан, пустеля захоплює також південну частину штатів Хар'яна та Пенджаб і північ Гуджарату. У Пакистані пустеля тягнеться на східну частину провінції Сінд і південно-східну частину пакистанського Пенджабу, де вона має назву пустеля Холістан.

## Розмір
Згідно з визначенням Всесвітнього фонду дикої природи (WWF), пустеля має площу 238 700 км². Інше джерело надає розмір пустелі Тар як 446 000 км², у тому числі 208 110 км² в Індії. Більша частина розташована в Раджастхані, покриваючи 3/5 всієї географічної області.

## Походження пустелі Тар
Походження пустелі Тар — суперечлива тема. Деякі вважають, що їй від 4000 до 10 000 років, тоді як інші заявляють, що сухість почалася в цьому регіоні набагато раніше. Інша теорія заявляє, що область почала спустошуватися відносно недавно: можливо, близько 2000—1500 рр. до н. е.